# Ігнатіус Ганаго
Ігнатіус Ганаго (фр. Ignatius Ganago, нар. 16 лютого 1999, Дуала, Камерун) — камерунський футболіст, нападник французького клубу «Нант» та національної збірної Камеруну.

## Ігрова кар'єра

### Клубна
Займатися футболом Ігнатіус Ганаго почав в Камеруні. Згодом він перебрався до Європи і першим його європейським клубом стала французька «Ніцца», де він починав грати за другу команду клубі. На професійному рівні першу гру Ганаго зіграв у вересні 2017 року, вийшовши на заміну у матчі з «Монако» і вже в першому ж матчі відзначившись забитим голом.
У липні 2020 року футболіст перебрався до «Ланса». Контракт нападника обійшовся клубу у 6 млн євро.
В останній день трансферного вікна влітку 2022 року Ганаго перейшов до «Нанта», підписавши з клубом контракт на чотири роки.

### Збірна
У жовтні 2019 року у товариському матчі проти команди Тунісу Ігнатіус Ганаго дебютував у національній збірній Камеруну. На Кубку африканських націй у 2021 році Ганаго у складі збірної Камеруну став бронзовим призером.

## Титули
Камерун
 Бронзовий призер Кубка африканських націй: 2021